# Francine Benoît
Francine Germaine Van Gool Benoît, ou Francine Benoît (Périgueux, 30 de Julho de 1894 - Lisboa, 27 de Janeiro de 1990), foi uma compositora, professora, crítica musical e ensaísta naturalizada portuguesa em 1929.

## Vida
Francine Benoit nasceu na comuna francesa Périgueux, no dia 30 de Julho de 1894, doze anos mais tarde muda-se para Portugal, obtendo a nacionalidade portuguesa em 1929. 
Foi aluna de Alexandre Rey Colaço no Conservatório Nacional e estudou com Vincent D´Indy na Schola Cantorum entre 1917 e 1918. 
Enquanto parte dos movimentos da oposição ao Estado Novo, assinou as listas do MUD, além da sua presença ter sido frequente em encontros de elites oposicionistas. No âmbito das associações feministas, colaborou por exemplo com a Associação Feminina Portuguesa para a Paz, Conselho Nacional das Mulheres Portuguesas, Movimento Democrático de Mulheres. 
Foi uma das fundadoras da Sociedade de Concertos Sonata, em 1942, com Fernando Lopes-Graça, Maria da Graça Amado da Cunha, Joaquim Silva Pereira e Macario Santiago Kastner.
Foi professora de nomes sonantes da música portuguesa como Maria da Graça Amado da Cunha, Maria João Pires ou Emanuel Nunes. Escreveu para diversas publicações, entre as quais: A Seara Nova, Gazeta Musical, Diário de Lisboa, O Diário, A Capital e a revista  Renovação (1925-1926) .
O seu espólio literário e musical encontra-se dividido entre a Biblioteca Nacional de Portugal, a Academia de Amadores de Música e a biblioteca da Faculdade de Ciências Sociais e Humanas da Universidade Nova de Lisboa.
Encontra-se sepultada no Cemitério de Benfica, em Lisboa.

## Reconhecimento
Em 1986, o Ministério da Cultura português distinguiu-a com a Medalha de Mérito Cultural. 

## Composições
Entre as suas obras encontram-se: 
- A formiga e a cigarra: Opereta infantil em 1 acto (1889; 1926)
- 3 Canções sobre Sonetos de António Sardinha (Voz e Piano, 1916)
- Três canções tristes, para canto e piano (soprano), Lisboa: Valentim de Carvalho (1919)
- Para a Juventude Cantar e Pular (1920)
- Cantares de cá, piano, Lisboa: Valentim de Carvalho (1930)
- Concerto para Piano e Orquestra (1944)
- Bichos, Bichinhos e Bicharocos, Lisboa : Tip. Garcia & Carvalho (1949)
- Fantasia-Suite (Orquestra, 1964)
- O Caçador e a Princesa (Coro de Crianças e Orquestra de Câmara, 1966)
- Poemeto (Viola e Ensemble de 6 Instrumentos, 1970)
- Os Ovos de Ouro (Coro de Crianças)
- Sonata para Violino e Piano
- Concerto de Piano
- Partita (Piano e Orquestra de Cordas)
- Peças Infantis (Piano)
- Sonatina (Piano)

## Escritos Literários
Escreveu os livros:
- O génio artistico e suas manifestações, Paris: Aillaud, Lisboa: Bertrand (1925) [10]
- Algumas palavras (1930) [11]
- Dos acordes, na arte e na escola: Conferência realizada na Emissora Nacional, em 17, 18 e 20 de Janeiro de 1936, Lisboa (1936). [12]